# El espéculo de las leyes
El Espéculo es un cuerpo legal compuesto por cinco libros, en los que se alude a leyes de otros posteriores que no conocemos. Cabe así pensar que, sobre un plan inicial de nueve libros, el código no llegó a ser concluido, o bien simplemente que se extraviaron los libros siguientes.
Esta obra, también conocida como El espejo de las leyes o El reflejo de las leyes, fue redactada en torno a 1255-1260 y forma parte de la obra jurídica de Alfonso X el Sabio, quien además destacó por su contribución a los campos literarios y científicos.
Junto al Espéculo, destacan otras redacciones del mismo carácter como es el Setenario, el Fuero Real y Las Partidas, entre otras.

## Origen
Alfonso X cuando comienza su reinado, al igual que su padre Fernando III había llevado a cabo, otorgó los fueros del sur y norte, intentará redactar un Derecho Real, para toda la corona de Castilla, que redactó él mismo junto con sus consejeros: El Espéculo de las leyes, que tras quedar incompleto, le llevó a redactar su obra más ambiciosa, Las Siete Partidas.

## Contenido
Alfonso X quiso dotar a sus tribunales de un derecho común al que confrontó con el derecho castellano y que tuvo carácter territorial general al que tuvieron que remitirse los jueces.
Se conservan cinco libros de un total de siete o nueve. El hecho de que no llegase a ser terminado fue debido al Fecho del Imperio (Alfonso X pretendía convertirse en emperador del Sacro Imperio Romano Germánico por herencia materna, empresa en la que no tuvo éxito) olvidándose así del Espéculo y comenzando la redacción de Las Partidas, obra más completa que sí se ha conservado.

## Teoría de Rafael Gibert y A. Iglesia
El monarca había concedido primero el Fuero Real a Castilla y a las extremaduras. Pretendiendo luego la unificación jurídica, ordena redactar el Espéculo, cuya elaboración se interrumpe como consecuencia del llamado fecho del imperio, es decir, del conjunto de acontecimientos relativos a su intento de lograr la corona imperial. Esa aspiración, fallida luego, le lleva a disponer que se redacten las Partidas. Su aspiración se basó en el hecho de ser hijo de Beatriz de Suavia y por tanto candidato legítimo al Imperio. Consiguientemente el Espéculo queda como obra inconclusa.

## Opinión del jurista García Gallo
La primera alfonsina fue el Espéculo, concedido desde 1255 a las villas de Castilla. El posterior Fuero Real desplazó el Espéculo como cuerpo legal, es decir en tanto código formal vigente, lo que no impidió que este texto conservara un alto prestigio como obra de doctrina jurídica.
Una vez muerto el rey Alfonso X, una serie de juristas posteriores a él, redactarían suplementos a Las Partidas basándose en el derecho anterior.